# Yves II (évêque de Léon)
Yves II (mort en 1292) est un prêtre catholique breton qui fut évêque de Léon de 1262 à sa mort.
Yves II est présent en 1265 lors de la signature de l'accord entre le duc Jean le Roux et Hervé IV de Léon relatif à l'affermage des péages de Saint-Mathieu. En 1272 il confère la paroisse de Notre-Dame de Morlaix au prieur de Léhon.

## Source
- (la) Jean-Barthélemy Hauréau, Gallia Christiana, vol. XIV Provincia Turonensi, Paris, Firmin-Didot, 1856, p. 977 Ecclesia Leonenis, Episcopi Leonenses XXIII Yvo II